# 62 Erato
62 Erato è un asteroide della fascia principale del diametro medio di circa 95,4 km. Scoperto nel 1860, presenta un'orbita caratterizzata da un semiasse maggiore pari a 3,1285177 au e da un'eccentricità di 0,1677503, inclinata di 2,23662° rispetto all'eclittica. Fu il primo asteroide ad essere individuato grazie al lavoro congiunto di due persone, Otto Leberecht Lesser e Wilhelm Julius Foerster, entrammbi collaboratori di Johann Franz Encke, direttore dell'Osservatorio di Berlino
È un membro della famiglia di asteroidi Temi. Piccolo e scuro, probabilmente carbonioso, costiuisce un unico come classe spettrale.
L'asteroide è dedicato a Erato, la musa del canto corale e della poesia amorosa nella mitologia greca, a rimarcare la collaborazione che ne fruttò la scoperta.